# ملانی هینک
ملانی هینک (به انگلیسی: Mélanie Henique) (زادهٔ ۲۲ دسامبر ۱۹۹۲) شناگر اهل فرانسه است.